# الخاتلة (ثادق)
الخاتلة، هي قرية من فئة (ب) تقع في محافظة ثادق، والتابعة لمنطقة الرياض في السعودية. وتبعد الخاتلة عن محافظة ثادق بمسافة تقارب (61) كم.